# Tianlong

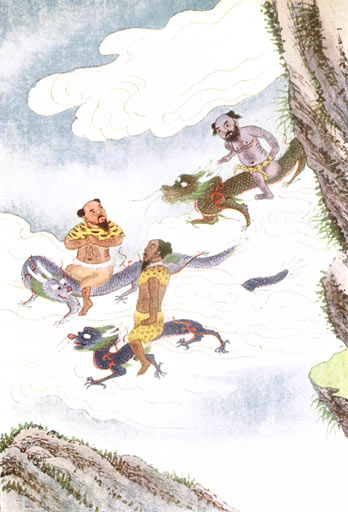
Xian riding dragons

Tianlong (en chino tradicional, 天龍; en chino simplificado, 天龙; pinyin, 'tiānlóng'; Wade-Giles, 't'ien lung'; lit. "dragón celestial") es un dragón volador en la mitología china, una estrella en la astrología china, y un nombre propio.

## Usos en el budismo
En la terminología budista china, tianlong significa "Nāgas celestiales (dioses dragón)" o "Devas (dioses celestiales) y Nāgas".
Primero, tianlong 天龍 que significa "dragón celestial/nāga" como el primero de las cuatro clases de nāga en la tradición Mahayana (tr. Visser 1913:21-2).
1. Nāgas celestiales (天龍), que cuidan el Palacio Celestial y lo llevan para que no caiga.
2. Nāgas divinos (神龍), que benefician a la humanidad haciendo que las nubes se levanten y que la lluvia caiga.
3. Nāgas terrenales (地龍) que drenan los ríos (quitan las obstrucciones) y las esclusas abiertas (salidas).
4. Nāgas que yacen escondidos (伏藏龍) guardando los tesoros de los "Reyes de la Rueda" (輪王, Cakravarti-rājas) y bendiciendo a la humanidad.

Hangzhou Tianlong 杭州天龍 "El Dragón Celestial de Hangzhou" fue un maestro budista Chan del siglo IX, quien iluminó a Juzhi Yizhi sosteniendo un dedo. The Blue Cliff Record (tr. Cleary 1977:123-8) calls this "Chu Ti's One-Finger Ch'an" kōan.
Segundo, tianlong 天龍 se traduce al sánscrito deva-nāga "Devas y Nāgas", las dos categorías más altas del Tianlong Babu 天龍八部 "8 tipos de seres que protegen el Dharma". Las seis categorías más bajas son yecha 夜叉 "Yaksha; demonios caníbales; espíritus de la naturaleza", gantapo 乾闥婆 "Gandharva; maestros de la música mitad fantasmas", axiuluo 阿修羅 "Asura; malvados y violentos semidioses", jialouluo 迦樓羅 "Garuda; demonios dorados con forma de pájaro que comen dragones", jinnaluo 緊那羅 "Kinnara; maestros de música celestial mitad-humanos mitad-pájaros", y maholuluojia 摩睺羅迦 "Mahoraga; espíritus serpientes terrenales".
Tianlong Babu 天龍八部 es también el título de una novela wuxia escrita por Jin Yong en 1963, traducida al español como Semidioses y Semidemonios. Este título chino es utilizado además por películas, series de televisión y Massively multiplayer online role-playing game.